# Ховен, Отто Карлович фон дер
О́тто Ка́рлович фон дер Хо́вен (нем. Otto Hermann von der Howen; 1740—1806) — сенатор, тайный советник, видный деятель в истории Курляндии, глава делегации курляндского рыцарства на переговорах о присоединении Курляндского герцогства и Пилтенской области к России.

## Биография
Из баронского рода Ховен. Родился 13 ноября 1740 года[по какому календарю?] в Фокенгофе, в Курляндии (ныне — Терветский край в Латвии).
Получив университетское образование в Киле (1759) и Страсбурге (1761), в 1763 году возвратился на родину, где вскоре был избран депутатом в ландтаг. В 1769 году Бирон, изнурённый борьбой между пропольской и прорусской партиями, отказался от престола в пользу своего сына Петра, против которого сразу началось движение недовольного дворянства. Ховен был послан курляндским дворянством к польскому двору (был камергером Станислава Августа Понятовского) с предложением свергнуть русофильскую династию, и сделать герцогом саксонского принца Карла. Русское правительство скоро узнало об этих замыслах, и Екатерина II поручила своему варшавскому министру-резиденту Сальдерну добиться от польского правительства ареста курляндского эмиссара. В 1771 году Ховен был сослан в Ригу и позже заключен в цитадель.
В 1774 году он получил свободу. В 1776 году снова занялся политикой, на этот раз более успешно: ему удалось 8 августа того же года достигнуть соглашения между курляндским герцогом и рыцарством, за что он был избран в бессменные секретари дворянства (beständiger Ritterschaftsseketär). Снова командированный вскоре после этого в качестве уполномоченного герцога и страны в Варшаву, Ховен сумел на этот раз заслужить благоволение польского правительства, которое наградило его камергерским ключом и орденом Св. Станислава; но Ховен не простил полякам своего двухлетнего заключения и, предвидя конец независимости Курляндии, сделался горячим сторонником России.
В конце 1770-х годов возглавлял в Митау масонскую ложу «К трём коронованным мечам» (нем. Zu den drey Gekrönten Schwerdtern).
В 1783 году он, в звании первого уполномоченного курляндского рыцарства, заключил торговую и разграничительную конвенцию с Россией, а в 1794 и 1795 годах принимал видное участие в переговорах с Россией, последние из которых начались 19 марта 1795 года.
15 апреля 1795 года делегации Курляндского герцогства и Пилтенского округа во главе с Отто фон дер Ховеном, общим числом в 17 человек на придворных каретах прибыли в Зимний дворец и по особому церемониалу были введены в Тронный зал, где их ожидала Екатерина II. Фон дер Ховен приветствовал императрицу от имени курляндского рыцарства, после чего секретарь ландтага передал вице-канцлеру графу Ивану Остерману решения о присоединении Курляндии к Российской империи. В тот же день был подписан императорский Манифест «О присоединении на вечные времена к Российской империи княжеств Курляндского и Семигальского, также округа Пильтенского и о приглашении уполномоченных в Сенат для учинения присяги на верность подданства».
За доказанную приверженность русскому правительству императрица Екатерина II пожаловала Ховена в тайные советники, а император Павел I назначил его сенатором и наградил орденом Св. Анны 1-й степени.
Умер по дороге из Санкт-Петербурга в Митаву, на почтовой станции Гульбен, 15 июня 1806 года[по какому календарю?].